# 刺繡芋螺
刺繡芋螺（学名：Conus thalassiarchus）为芋螺科芋螺屬下的一个种。